# Elliot Richardson
Elliot Lee Richardson (Boston, 20 luglio 1920 – Boston, 31 dicembre 1999) è stato un politico e avvocato statunitense.
Fu il settantesimo procuratore generale degli Stati Uniti durante la presidenza di Richard Nixon, trentasettesimo presidente.

## Biografia
Nato nello Stato del Massachusetts, frequentò la Milton Academy e in seguito l'università di Harvard. Fu redattore della Harvard Lampoon, la più antica rivista umoristica mondiale, pubblicata dagli studenti dell'università.
Durante la seconda guerra mondiale prestò servizio nel corpo medico nella quarta divisione di fanteria degli Stati Uniti, partecipando allo sbarco in Normandia del 6 giugno 1944.